# Nagarjuna (acteur)
Akkineni Nagarjuna Rao (Chennai, 29 augustus 1959), beter bekend onder het mononiem Nagarjuna, is een Indiaas acteur en filmproducent die met name in de Telugu filmindustrie actief is.

## Biografie
Nagarjuna verscheen voor het eerst in films als baby in Velugu Needalu (1961) en als kind in Sudigundalu (1967), in beide films speelde ook zijn vader Akkineni Nageswara Rao. Jaren later maakte hij zijn debuut als hoofdrolspeler in Vikram (1986). Hij maakte een flitsende start van zijn carrière met hits als Aakhari Poratam, Janaki Ramudu (1988), Geetanjali (1989). De film Siva (1990) bezorgde hem de sterrenstatus.
Hij is bekend door zijn werken in biografische films, hij speelde de 15e-eeuwse componist Annamacharya in Annamayya (1997), Yavakri in Agni Varsha (2002), majoor Padmapani Acharya in de oorlogsfilm LOC: Kargil (2003), 17e-eeuwse componist Kancherla Gopanna in Sri Ramadasu (2006), Suddala Hanmanthu in Rajanna (2011), Shirdi Sai Baba in Shirdi Sai (2012), Chandaludu in Jagadguru Adi Shankara (2013), en Hathiram Bhavaji in Om Namo Venkatesaya (2017).
Nagarjuna is mede-eigenaar van het productiehuis Annapurna Studios. Hij is ook de voorzitter van de non-profit filmschool Annapurna International School of Film and Media in Haiderabad.
In februari 1984 huwde hij Lakshmi Daggubati, zus van acteur Venkatesh. Ze kregen een zoon, acteur Naga Chaitanya, met wie hij samen te zien is in onder andere Manam (2014) en Bangarraju (2022). Het stel ging uitelkaar in 1990. Hij huwde in 1992 actrice Amala Akkineni en kregen zoon Akhil Akkineni, die onder andere als baby te zien was in Sisindri (1995) en een gastrol had in Manam.

## Filmografie
| Jaar | Film                                       | Rol                         | Opmerking                                     |
| ---- | ------------------------------------------ | --------------------------- | --------------------------------------------- |
| 1961 | Velugu Needalu                             |                             | baby                                          |
| 1967 | Sudigundalu                                |                             | als kind                                      |
| 1979 | Kalyani                                    |                             | producent                                     |
| 1980 | Buchi Babu                                 |                             | producent                                     |
| 1981 | Premabhishekam                             |                             | producent                                     |
| 1981 | Prema Kanuka                               |                             | producent                                     |
| 1982 | Yuvaraju                                   |                             | producent                                     |
| 1983 | Sri Ranga Neethulu                         |                             | producent                                     |
| 1986 | Vikram                                     | Vikram                      |                                               |
| 1986 | Captain Nagarjun                           | Nagarjuna                   |                                               |
| 1986 | Aranyakanda                                | Chaitanya                   |                                               |
| 1987 | Majnu                                      | Rajesh                      |                                               |
| 1987 | Sankeertana                                | Kaasi                       |                                               |
| 1987 | Collector Gari Abbai                       | Ravi                        |                                               |
| 1987 | Trimurtulu                                 | zichzelf                    | gastoptreden                                  |
| 1987 | Agni Putrudu                               | Kalidaasu                   |                                               |
| 1987 | Kirai Dada                                 | Vijay                       |                                               |
| 1988 | Aakhari Poratam                            | Vihari                      |                                               |
| 1988 | Chinababu                                  | Venu Gopal                  |                                               |
| 1988 | Rao Gari Illu                              | zichzelf                    | gastoptreden                                  |
| 1988 | Murali Krishnudu                           | Murali Krishna              |                                               |
| 1988 | Janaki Ramudu                              | Ranga                       |                                               |
| 1989 | Vijay                                      | Vijay                       |                                               |
| 1989 | Vicky Daada                                | Vikram                      |                                               |
| 1989 | Geetanjali                                 | Prakash                     |                                               |
| 1989 | Agni                                       | Pavan Kumar                 |                                               |
| 1989 | Idhayathai Thirudathe                      | Prakash                     | Tamil film                                    |
| 1989 | Siva                                       | Siva                        |                                               |
| 1990 | Prema Yuddham                              | Kalyan                      |                                               |
| 1990 | Neti Siddhartha                            | Siddhartha                  |                                               |
| 1990 | Iddaru Iddare                              | Ravi                        |                                               |
| 1991 | Nirnayam                                   | Vamsi Krishna               |                                               |
| 1991 | Chaitanya                                  | Chaitanya                   |                                               |
| 1991 | Shiva                                      | Shiva                       | Hindi film                                    |
| 1991 | Shanti Kranti                              | agent Subash                |                                               |
| 1991 | Jaitra Yatra                               | Teja                        |                                               |
| 1992 | Killer                                     | Eeswar Prasad               |                                               |
| 1992 | Antham                                     | Raghav                      |                                               |
| 1992 | Khuda Gawah                                | agent Raja Mirza            | Hindi film                                    |
| 1992 | Drohi                                      | Raghav                      | Hindi film                                    |
| 1992 | President Gari Pellam                      | Raja                        |                                               |
| 1993 | Rakshana                                   | Bose                        |                                               |
| 1993 | Varasudu                                   | Vinay                       |                                               |
| 1993 | Allari Alludu                              | Kalyan                      |                                               |
| 1994 | Govinda Govinda                            | Seenu                       |                                               |
| 1994 | Hello Brother                              | Deva/ Ravi Varma            |                                               |
| 1994 | Criminal                                   | Ajay Kumar                  |                                               |
| 1995 | Gharana Bullodu                            | Raju                        |                                               |
| 1995 | Sisindri                                   | Raja                        | ook producent                                 |
| 1995 | Criminal                                   | Dr. Ajay Kumar              | Hindi film                                    |
| 1995 | Ghatothkachudu                             | Chitha                      | gastoptreden                                  |
| 1995 | Vajram                                     | Chakri                      |                                               |
| 1996 | Ramudochadu                                | Ram                         |                                               |
| 1996 | Mr. Bechara                                | Ajay                        | Hindi film                                    |
| 1996 | Ninne Pelladata                            | Seenu                       | ook producent                                 |
| 1997 | Annamayya                                  | Annamacharya                |                                               |
| 1997 | Ratchagan                                  | Ajay Padmanabhan            | Tamil film                                    |
| 1998 | Aavida Maa Aavide                          | Vikranth                    |                                               |
| 1998 | Aahaa..!                                   |                             | producent                                     |
| 1998 | Angaarey                                   | Raja Lokhande               | Hindi film                                    |
| 1998 | Zakhm                                      | Raman Desai                 | Hindi film                                    |
| 1998 | Auto Driver                                | Jagan                       |                                               |
| 1998 | Chandralekha                               | Raj Kapoor                  | ook producent                                 |
| 1998 | Sri Sita Ramula Kalyanam Chootamu Raarandi |                             | producent                                     |
| 1999 | Seetharama Raju                            | Ramaraju                    | ook producent                                 |
| 1999 | Prema Katha                                |                             | producent                                     |
| 1999 | Ravoyi Chandamama                          | Sashi                       |                                               |
| 2000 | Nuvvu Vastavani                            | Chinni Krishna              |                                               |
| 2000 | Ninne Premistha                            | Srinivas                    | gastoptreden                                  |
| 2000 | Yuvakudu                                   |                             | producent                                     |
| 2000 | Azad                                       | Chandra Shekar Azad         |                                               |
| 2001 | Eduruleni Manishi                          | Surya Murthy/ Satya         |                                               |
| 2001 | Bava Nachadu                               | Ajay                        |                                               |
| 2001 | Adhipathi                                  | Jagan                       |                                               |
| 2001 | Akasa Veedhilo                             | Chandra Sekhar              |                                               |
| 2001 | Snehamante Idera                           | Aravind                     |                                               |
| 2002 | Santosham                                  | Karthikeya                  |                                               |
| 2002 | Agni Varsha                                | Yavakri                     | Hindi film                                    |
| 2002 | Manmadhudu                                 | Abhiram                     | ook producent                                 |
| 2003 | Sivamani                                   | CI Sivamani                 |                                               |
| 2003 | Satyam                                     |                             | producent                                     |
| 2003 | LOC Kargil                                 | majoor Padmapani Acharya    | Hindi film                                    |
| 2004 | Nenunnanu                                  | Venu Madhav                 |                                               |
| 2004 | Mass                                       | Ganesh                      | ook producent                                 |
| 2005 | Super                                      | Akhil                       | ook producent                                 |
| 2006 | Sri Ramadasu                               | Kancherla Gopanna           |                                               |
| 2006 | Style                                      | Mass                        | gastoptreden                                  |
| 2006 | Boss – I Love You                          | Gopal Krishna               |                                               |
| 2007 | Don                                        | Suri                        |                                               |
| 2008 | Krishnarjuna                               | Krishna                     |                                               |
| 2008 | King                                       | Raja Chandra Pratap Varma   |                                               |
| 2010 | Kedi                                       | Ramesh                      |                                               |
| 2010 | Ragada                                     | Satya Reddy                 |                                               |
| 2010 | Thakita Thakita                            | Nag                         | gastoptreden                                  |
| 2011 | Gaganam                                    | majoor N. Raveendra         |                                               |
| 2011 | Rajanna                                    | Rajanna                     | ook producent                                 |
| 2011 | Payanam                                    | majoor N. Raveendran        | Tamil film                                    |
| 2012 | Shirdi Sai                                 | Shirdi Sai Baba             | ook zanger "Okkade Devudu"                    |
| 2012 | Damarukam                                  | Mallikharjuna               |                                               |
| 2013 | Greeku Veerudu                             | Chandu                      |                                               |
| 2013 | Sri Jagadguru Aadi Sankara                 | Chandaludu                  |                                               |
| 2013 | Bhai                                       | Vijay                       | ook producent                                 |
| 2013 | Uyyala Jampala                             |                             | producent                                     |
| 2014 | Manam                                      | Seetharamudu/ Nageshwar Rao | ook producent                                 |
| 2014 | Oka Laila Kosam                            |                             | producent                                     |
| 2015 | Dongaata                                   | zichzelf                    | gastoptreden                                  |
| 2015 | Akhil                                      | zichzelf                    | gastoptreden                                  |
| 2015 | Inji Iduppazhagi                           | zichzelf                    | Tamil film, gastoptreden                      |
| 2015 | Size Zero                                  | zichzelf                    | gastoptreden                                  |
| 2016 | Soggade Chinni Nayana                      | Bangarraju/ Dr. Ram Mohan   | ook zanger "Dikka Dikka Dum Dum" en producent |
| 2016 | Oopiri                                     | Vikramaditya                |                                               |
| 2016 | Thozha                                     | Vikramadhithya              | Tamil film                                    |
| 2016 | Premam                                     | vader van Vikram            | gastoptreden                                  |
| 2016 | Nirmala Convent                            | zichzelf                    | ook zanger "Kotha Kotha Bhasha" en producent  |
| 2017 | Om Namo Venkatesaya                        | Hathiram Bhavaji            |                                               |
| 2017 | Raju Gari Gadhi 2                          | Rudra                       |                                               |
| 2017 | Rarandoi Veduka Chudham                    |                             | producent                                     |
| 2017 | Hello                                      |                             | producent                                     |
| 2018 | Officer                                    | Sivaji Rao                  |                                               |
| 2018 | Rangula Ratnam                             |                             | producent                                     |
| 2018 | Devadas                                    | Deva                        |                                               |
| 2019 | Manmadhudu 2                               | Sambasiva Rao/ Sam          | ook producent                                 |
| 2020 | Loser                                      |                             | webserie, producent                           |
| 2021 | Wild Dog                                   | Vijay Varma                 |                                               |
| 2022 | Bangarraju                                 | Bangarraju/ Dr. Ram Mohan   | ook zanger "Laddunda" en producent            |
| 2022 | Brahmāstra: Part One – Shiva               | Anish Shetty                | Hindi film                                    |
| 2022 | The Ghost                                  | Vikram Naidu                |                                               |
| 2024 | Naa Saami Ranga                            | Kishtayya                   |                                               |
| 2025 | Kuberaa                                    |                             |                                               |
| 2025 | Coolie                                     | Simon Xavier                | Tamil film                                    |